# コイスルオトメ
「コイスルオトメ」は、いきものがかりの楽曲。自身の3作目のシングルとして、エピックレコードジャパンからCDシングル・デジタル・ダウンロードで2006年10月18日に発売された。

## 概要
- 前作「HANABI」から約5ヶ月ぶりに発売された2006年第3弾シングル。店舗限定でステッカーが配布されており、この配布ステッカー連動企画として「勇気を出して告白！」という企画も実施されていた。
- いきものがかりのシングルでは最も売上が少ない作品である。
- 発売日がちょうど山下の高校の同級生の命日であり、山下も自身のブログでこのことについて触れている。

## 収録曲
1. コイスルオトメ （5:15）
  - 作詞・作曲：水野良樹 / 編曲：田中ユウスケ

日本テレビ系『恋愛部活（ラブカツ）』エンディング・テーマ。
インディーズアルバム『人生すごろくだべ。』収録曲をリアレンジした曲で、水野は「初めて女の子が歌うことを意識して作った曲」「楽曲制作においてこの曲が大きなターニングポイントになった」と語っている[2]。男性が書いたとは思えないほどの乙女チックな表現が登場するため、吉岡は当初「歌うことはできないと思った」という[3]。
ライブではライブツアーの最終公演で演奏曲を追加する際にこの曲が演奏されることがあり、その際には主にアコースティック・バージョンで披露されることが多い。
PVはインディーズ時代に制作されたもの[4]とメジャーデビュー後にシングルとして発売する際に制作されたものの2種類存在する。メジャー版のPVは東急こどもの国線沿線で撮影されており、タレントの加藤みづきが出演している。
コンピレーション・アルバムを含めるといきものがかりでは最もアルバム収録回数が多い楽曲である。
2. 二輪花 （4:42）
  - 作詞・作曲：山下穂尊 / 編曲：田中ユウスケ

アップリンク配給映画『チェリーパイ』主題歌。
いきものがかり初の映画タイアップであり、山下が作詞・作曲をした楽曲では初めてタイアップが付いた。
PVは映画「チェリーパイ」の映像のみを使用した映画予告編兼PVとなっている。映画の映像を使用しているため、2009年に発売されたPV集『とってもええぞう』には収録されていない。
3. GET CRAZY! - 秋 mix version - （4:00）
  - 作詞：中山加奈子 / 作曲：奥居香 / 編曲：江口亮

プリンセス・プリンセスの楽曲「GET CRAZY!」のカバー。
デビュー前に参加した同バンドのトリビュートアルバム『14プリンセス 〜PRINCESS PRINCESS CHILDREN〜』に収録した音源をリアレンジして収録している。
4. コイスルオトメ -instrumental-

## 収録アルバム
- 桜咲く街物語（#1）
- いきものばかり〜メンバーズBESTセレクション〜（#1）
- なまものばかり〜メンバーズBEST LIVEセレクション〜（#1）

ライブツアー「いきものがかりの みなさん、こんにつあー!! 2010 〜なんでもアリーナ!!!〜」より2010年11月に開催した横浜アリーナ公演のライブ音源が収録されている。
- バラー丼（#1）
- 超いきものばかり〜てんねん記念メンバーズBESTセレクション〜（#1, #2）

#1は「コイスルオトメ-激情編-」と題するアレンジバージョンで収録。#2はボーナスディスク『超B面ばかり+メンバー泣きの三曲』に収録。
- 恋のうた（#1）
- しあわせになれるうた（#1）

## 他のアーティストによるカバー
コイスルオトメ
- 竹渕慶『この歌をあなたに』（2025年4月30日発売）に収録[5]。